# 미스 푸줏간
"미스 푸줏간"은 대한민국의 영화이다.

## 캐스팅
- 김민준 : 김구호 역 - 형사
- 서영 : 오순애 / 오순정 역
- 손종학 : 수사과장 역
- 임성언 : 설수진 역
- 이준혁 : 최중기 역 - 형사
- 공정환 : 이기욱 역 - 성형외과의
- 정시현 : 박동주 역
- 이태검 : 강정우 역 - 천하대학병원 신경외과의
- 손민석 : 조선 역
- 정세형 : 고진수 역 - 천하대학병원 부원장. 신경외과의
- 김수지 : 설연희 역
- 김승아 : 노희진 역
- 전윤지 : 이 간호사 역
- 구혜령 : 간병인 1 역
- 박은영 : 간병인 2 역
- 안창화 : 칼전문가 역
- 배진웅 : 칼가게주인 역
- 김선혁 : 전남형사 역
- 주희중 : 남 기자 역
- 정유림 : 여 기자 역
- 최루미 : 이기욱 딸 역
- 이상훈 : 총지배인 역
- 김미혜 : 여 앵커 역
- 박준호 : 남 앵커 역
- 조미초 : 식당아줌마 역
- 강성수 : 수진매니저 역
- 이희영 : 여환자 / 안마시술소여자 역
- 김민찬 : 경찰 역
- 윤원준 : 순경 역
- 이용곤 : 안마시술소포주 역
- 임송이 : 클럽녀 1 역
- 한수연 : 클럽녀 2 역
- 이레아 : 클럽녀 3 역
- 황인범 : 조선아지트덩치 역
- 이태호 : 조선아지트덩치 역
- 양상민 : 순애/순정 아버지 역
- 한창혁 : 사설경호원 역
- 송인우 : 강력반형사 역
- 한화성 : 헬스타임 PD 역
- 현창석 : 순애 발골대역
- 김태욱 : 이기욱주사 대역
- 김해숙 : 부검의 역 (특별출연)
- 유승옥 : 헬스타임 MC 역 (특별출연)